# Communauté d’agglomération du Grand Angoulême (vor 2017)
Die Communauté d’agglomération du Grand Angoulême (vor 2017) ist ein ehemaliger französischer Gemeindeverband mit der Rechtsform einer Communauté d’agglomération im Département Charente in der Region Nouvelle-Aquitaine. Sie wurde am 18. Dezember 1999 gegründet und umfasste 16 Gemeinden. Der Verwaltungssitz befand sich in der Stadt Angoulême.

## Historische Entwicklung
Mit Wirkung vom 1. Januar 2017 fusionierte der Gemeindeverband mit
- Communauté de communes Braconne et Charente,
- Communauté de communes Charente Boëme Charraud sowie
- Communauté de communes de la Vallée de l’Échelle

und bildete so eine Nachfolgeorganisation unter dem gleichen Namen Communauté d’agglomération du Grand Angoulême. Trotzdem handelt es sich um eine Neugründung mit anderer Rechtspersönlichkeit.

## Ehemalige Mitgliedsgemeinden
1. Angoulême
2. La Couronne
3. Fléac
4. Gond-Pontouvre
5. L’Isle-d’Espagnac
6. Linars
7. Magnac-sur-Touvre
8. Mornac
9. Nersac
10. Puymoyen
11. Ruelle-sur-Touvre
12. Saint-Michel
13. Saint-Saturnin
14. Saint-Yrieix-sur-Charente
15. Soyaux
16. Touvre